# Taglio (topologia)
Nella branca della geometria dedicata alla topologia, è operazione comune tagliare e incollare alcuni spazi topologici per crearne di nuovi. Questa operazione è particolarmente utile nel caso in cui gli spazi topologici siano delle varietà. Si tratta quindi di un'operazione usata comunemente in topologia differenziale e nella topologia della dimensione bassa.

## Tagliare
L'operazione di taglio è definita soprattutto nell'ambito della topologia differenziale e quindi delle varietà differenziabili.

### Varietà
Sia {\displaystyle X} una varietà differenziabile e {\displaystyle Y} una sua sottovarietà differenziabile compatta, di codimensione 1 (cioè {\displaystyle \dim X=\dim Y+1}). Entrambe le varietà possono avere bordo: si richiede però che {\displaystyle Y} sia propriamente immersa, cioè che
{\displaystyle \partial Y=Y\cap \partial X.}
Per il teorema dell'intorno tubolare, esiste un intorno tubolare aperto {\displaystyle T} di {\displaystyle Y}. L'operazione di taglio lungo {\displaystyle Y} consiste nella rimozione di {\displaystyle T} da {\displaystyle X}. In altre parole, lo spazio {\displaystyle X'} ottenuto tagliando {\displaystyle X} lungo {\displaystyle Y} è lo spazio 
{\displaystyle X'=X\setminus T.}
Lo spazio {\displaystyle X'} è una nuova varietà differenziabile con bordo. Non dipende dalla scelta di {\displaystyle T} (poiché l'intorno tubolare è unico a meno di isotopia ambiente).

#### Orientabilità
Si considera il caso in cui {\displaystyle Y} non ha bordo, ed è quindi interamente contenuta nell'interno di {\displaystyle X}. 
Se {\displaystyle X} e {\displaystyle Y} sono entrambe orientabili, l'intorno tubolare {\displaystyle T} è un prodotto {\displaystyle Y\times (-1,1)}. Il bordo {\displaystyle \partial X'} della nuova varietà {\displaystyle X'} ha quindi due componenti in più di {\displaystyle \partial X}, entrambe diffeomorfe a {\displaystyle Y}. 

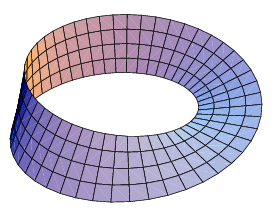
Tagliando un nastro di Möbius lungo il cuore, si ottiene un anello.

Senza queste ipotesi di orientabilità, {\displaystyle T} può non essere un prodotto: in questo caso, il "taglio" non separa effettivamente l'intorno {\displaystyle T} in due pezzi distinti, ma in un pezzo solo, e quindi {\displaystyle \partial X'} ha una sola componente in più di {\displaystyle \partial X}. 
Questo è il caso ad esempio se viene tagliato il cuore del nastro di Möbius: il risultato è un anello, il cui bordo ha 2 componenti, mentre il nastro di Möbius ne ha una sola.

#### Esempi
Tagliando una sfera
{\displaystyle S^{n}=\{x\in \mathbb {R} ^{n+1}\ |\ |x|=1\}}
lungo l'equatore
{\displaystyle S^{n-1}=\{x=(x_{0},\ldots ,x_{n})\in \mathbb {R} ^{n+1}\ |\ |x|=1,x_{0}=0\}}

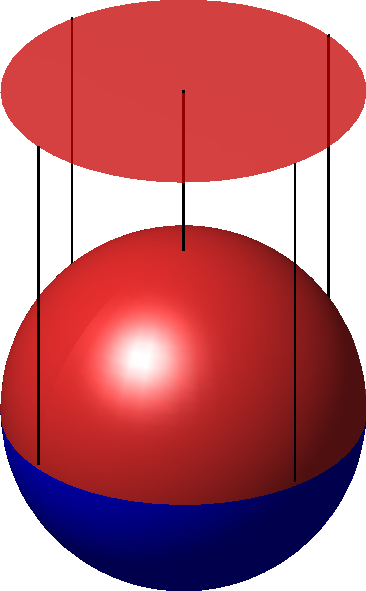
Tagliando una sfera lungo l'equatore si ottengono due calotte (colorate qui in rosso e blu), ciascuna delle quali è diffeomorfa ad un disco.

si ottengono due calotte sferiche, ciascuna delle quali è diffeomorfa al disco
{\displaystyle D^{n}=\{x\in \mathbb {R} ^{n}\ |\ |x|\leq 1\}.}

### Altri spazi
L'operazione di taglio in spazi topologici arbitrari è definita analogamente quando un sottospazio {\displaystyle Y} di uno spazio topologico {\displaystyle X} ha una nozione di "intorno tubolare" simile a quella valida per le varietà differenziabili. Se {\displaystyle X} e {\displaystyle Y} sono complessi simpliciali, questa nozione esiste e si chiama intorno regolare.

## Incollare

### Definizione generale
L'operazione di incollamento in topologia è più generale. Si applica in presenza di due spazi topologici qualsiasi {\displaystyle X} e {\displaystyle Y}, contenenti due sottospazi {\displaystyle A\subset X} e {\displaystyle B\subset Y}, collegati da un omeomorfismo
{\displaystyle f:A\to B.}
In questo caso, lo spazio {\displaystyle Z} ottenuto incollando {\displaystyle X} e {\displaystyle Y} lungo {\displaystyle f} è lo spazio quoziente
{\displaystyle Z=X\sqcup Y/_{\sim }}
dove {\displaystyle \sim } è la relazione di equivalenza sull'unione disgiunta di {\displaystyle X} e {\displaystyle Y} indotta da {\displaystyle f} che identifica {\displaystyle x} e {\displaystyle f(x)}. Più precisamente,
{\displaystyle x\sim y\Leftrightarrow x=y\ {\rm {oppure}}\ x=f(y)\ {\rm {oppure}}\ y=f(x).}

### Varietà
Se {\displaystyle X} e {\displaystyle Y} sono due varietà con bordo e gli insiemi {\displaystyle A} e {\displaystyle B} sono due sottovarietà compatte (con o senza bordo) contenute rispettivamente in {\displaystyle \partial X} e {\displaystyle \partial Y}, il risultato dell'incollamento {\displaystyle Z} è nuovamente una varietà con bordo. Nel caso in cui le varietà iniziali e la mappa {\displaystyle f} siano differenziabili, lo sarà anche {\displaystyle Z}.
Se {\displaystyle X'} è ottenuta da {\displaystyle X} tagliando lungo un'ipersuperficie con intorno tubolare prodotto, questa ha due componenti di bordo in più. Incollando queste due componenti di bordo opportunamente, si ottiene nuovamente {\displaystyle X}.

### Esempi
Incollando due dischi (cioè due varietà omeomorfe a {\displaystyle D^{n}}) si ottiene sempre una sfera (cioè una varietà omeomorfa a {\displaystyle S^{n}}), a prescindere dalla scelta della {\displaystyle f}.
La somma connessa è un'operazione tra varietà della stessa dimensione, che consiste di due fasi: nella prima si rimuovono delle palle aperte, e quindi si incollano le due nuove sfere di bordo. 
In dimensione 3, la chirurgia di Dehn consiste nel tagliare e reincollare lungo tori. In questo caso, il risultato dipende dalla scelta della funzione di incollamento, ma è sufficiente fissare un numero razionale per determinare la varietà risultante.